# Kazimierz Buchała
Kazimierz Buchała (ur. 6 lutego 1924 w Gierałtowicach, zm. 7 września 2002) – polski prawnik, nauczyciel akademicki Uniwersytetu Jagiellońskiego w Krakowie, profesor nauk prawnych specjalizujący się w prawie karnym materialnym, sędzia, adwokat, sędzia Trybunału Konstytucyjnego.

## Życiorys
Absolwent Wydziału Prawa UJ (1950). Uzyskał stopień naukowy doktora nauk prawnych w 1959, a w 1964 doktora habilitowanego. W 1972 uzyskał tytuł profesora nadzwyczajnego, a w 1977 profesora zwyczajnego.
Sędzia Sądu Wojewódzkiego w Krakowie w latach 1951–1952. W 1953 roku wstąpił do PZPR (wcześniej, od 1949 należał do ZSL).
Wpisany na listę adwokatów w 1953. Od 1953 do 1967 Dziekan Okręgowej Rady Adwokackiej w Krakowie. W latach siedemdziesiątych oraz w latach 1983–1986 członek Prezydium Naczelnej Rady Adwokackiej (w latach 1981–1983 Prezes Rady).
Kierownik Katedry Prawa Karnego Wydziału Prawa UJ (1967–1970 oraz od 1981). Dziekan Wydziału Prawa Uniwersytetu Jagiellońskiego w latach 1968–1972. Od 1970 do 1981 dyrektor Instytutu Prawa Karnego. Od 1977 do 1981 pełnił funkcję I sekretarza Komitetu Uczelnianego PZPR na UJ. Członek Rady Konsultacyjnej przy Przewodniczącym Rady Państwa PRL Wojciechu Jaruzelskim z ramienia PZPR (1986–1989).
Członek Zarządu Głównego Związku Prawników Polskich (1954–1958, 1964–1971). Członek Komitetu Nauk Prawnych Polskiej Akademii Nauk (od 1969) i Rady Legislacyjnej przy Prezesie Rady Ministrów (1975–1980 oraz od 1982). Sędzia Trybunału Konstytucyjnego w latach 1985–1989. Uczestniczył w obradach Okrągłego Stołu w podzespole do spraw reformy prawa i sądów.
Autor ponad 900 prac, w tym ponad 100 rozpraw i artykułów z dziedziny prawa karnego. Był odznaczony Krzyżem Komandorskim z Gwiazdą i Krzyżem Kawalerskim Orderu Odrodzenia Polski, Złotym i Brązowym Krzyżem Zasługi, Medalami 10-lecia (1955) i 30-lecia Polski Ludowej oraz odznaczeniami resortowymi.
Był promotorem w wielu przewodach doktorskich. Jego doktorantami byli m.in. Piotr Wiatrowski, Maria Szewczyk i wielu innych.